# Arthragrostis
Arthragrostis es un género de plantas herbáceas perteneciente a la familia de las poáceas. Es originario de Australia. Comprende 3 especies descritas y aceptadas.

## Taxonomía
El género fue descrito por Michael Lazarides y publicado en Nuytsia 5(2): 285. 1984.
Etimología
El nombre del género proviene del griego artrópodos (articulado) y Agrostis (una planta forrajera, herbácea), en referencia a la espiguilla desarticulada.

## Especies aceptadas
A continuación se brinda un listado de las especies del género Arthragrostis aceptadas hasta abril de 2014, ordenadas alfabéticamente. Para cada una se indica el nombre binomial seguido del autor, abreviado según las convenciones y usos.
- Arthragrostis aristispicula B.K.Simon
- Arthragrostis clarksoniana B.K.Simon
- Arthragrostis deschampsioides (Domin) Lazarides